# 金田村 (岡山県)
金田村（かなだそん）は、岡山県上道郡にあった村。現在の岡山市東区の一部にあたる。

## 地理
吉井川下流と百間川下流との間の平坦地に位置していた。

## 歴史
- 1889年（明治22年）6月1日、町村制の施行により、上道郡金岡新田村が単独で村制施行し、金田村が発足[1][2]。大字は編成せず[2]。
- 1892年（明治25年）水害で大きな被害を受けた[2]。
- 1893年（明治26年）水害で大きな被害を受けた[2]。
- 1922年（大正11年）農民運動家、山上武雄の指導で小作争議が発生[2]。
- 1934年（昭和9年）水害で大きな被害を受けた[2]。
- 1953年（昭和28年）2月1日、上道郡古都村・西大寺町・可知村・光政村・津田村・九蟠村、邑久郡豊村・太伯村・幸島村・邑久町（一部）と合併し、市制施行し西大寺市を新設して廃止された[1][2]。

### 地名の由来
旧称の金岡新田を取捨したもの。

## 産業
- 農業[2]

## 教育
- 字東町に開成小学校が所在[2]。1937年（昭和12年）開成幼稚園を併設[2]。
- 1947年（昭和22年）上南中学校（現岡山市立上南中学校）開校[2]。